# Phare de Two Rivers
Le phare de Two Rivers (en anglais : Two Rivers Light), était un phare du lac Michigan anciennement situé à l'entrée du port de Two Rivers dans le Comté de Manitowoc, Wisconsin. Il est désormais situé en ville et sert de musée.

## Historique
Le premier phare, érigé en 1852, était une structure en brique sur le rivage, d'un étage et demi avec une coupole. Cette lumière n'a fonctionné que jusqu'en 1858.
Un projet d'amélioration du port a été lancé en 1870, y compris la construction par étapes d'une paire de brise-lames définissant le canal d'entrée. En 1886, un phare a été construit à la fin du brise-lames nord. Une simple tour pyramidale en bois a été construite, composée d'une pièce sur une charpente ouverte en bois surmontée de la lanterne. Une lentille de Fresnel du sixième ordre a été fournie comme source de lumière, affichant une lumière rouge fixe. Ce phare ne contenait aucune habitation. Le gardien du phare de Rawley Point l'entretenait, accédant à la lumière via une longue passerelle sur toute la longueur de la jetée.
Le phare a été endommagé au cours du premier mois de fonctionnement lorsqu'un navire a heurté la jetée. En 1907–1909 une habitation de gardien et un bâtiment à carburant ont été construites sur le site de l'ancien feu de rivage. En même temps une cloche de brouillard a été ajoutée à la lumière, son mécanisme étant actionné par un générateur qui avait été installé dans un hangar à l'autre extrémité de la jetée. Cet arrangement a été jugé insatisfaisant, et un diaphone a été ajouté entre 1926 et 1931. Pendant les réparations en 1928 des dommages causés par les tempêtes, la lumière a été transformée pour fonctionner à l'électricité.
Ce phare  a continué à fonctionner jusqu'en 1969, date à laquelle il a été remplacé par une tour en acier. Le bâtiment plus ancien a été sauvé et, en 1975, a été donné au Rogers Street Fishing Village, pour en faire un musée englobant aussil'ancienne station de sauvetage de la Garde côtière. L'ancien bâtiment se dresse désormais sur une plate-forme similaire à sa fondation d'origine, bien qu'il soit maintenant entouré d'une passerelle surélevée. Malheureusement pendant le déménagement, l'objectif a été brisé, mais celui-ci a été restauré grâce à une subvention en 2006, et il a été remis en exposition en 2009.
Identifiant : ARLHS : USA-862 .

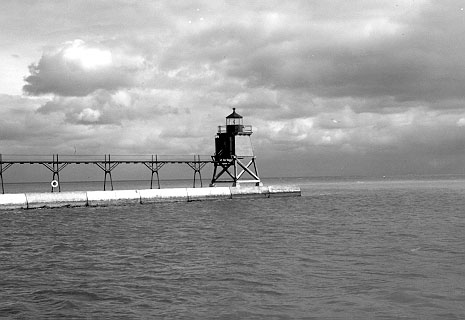
Le phare (photo USCG)
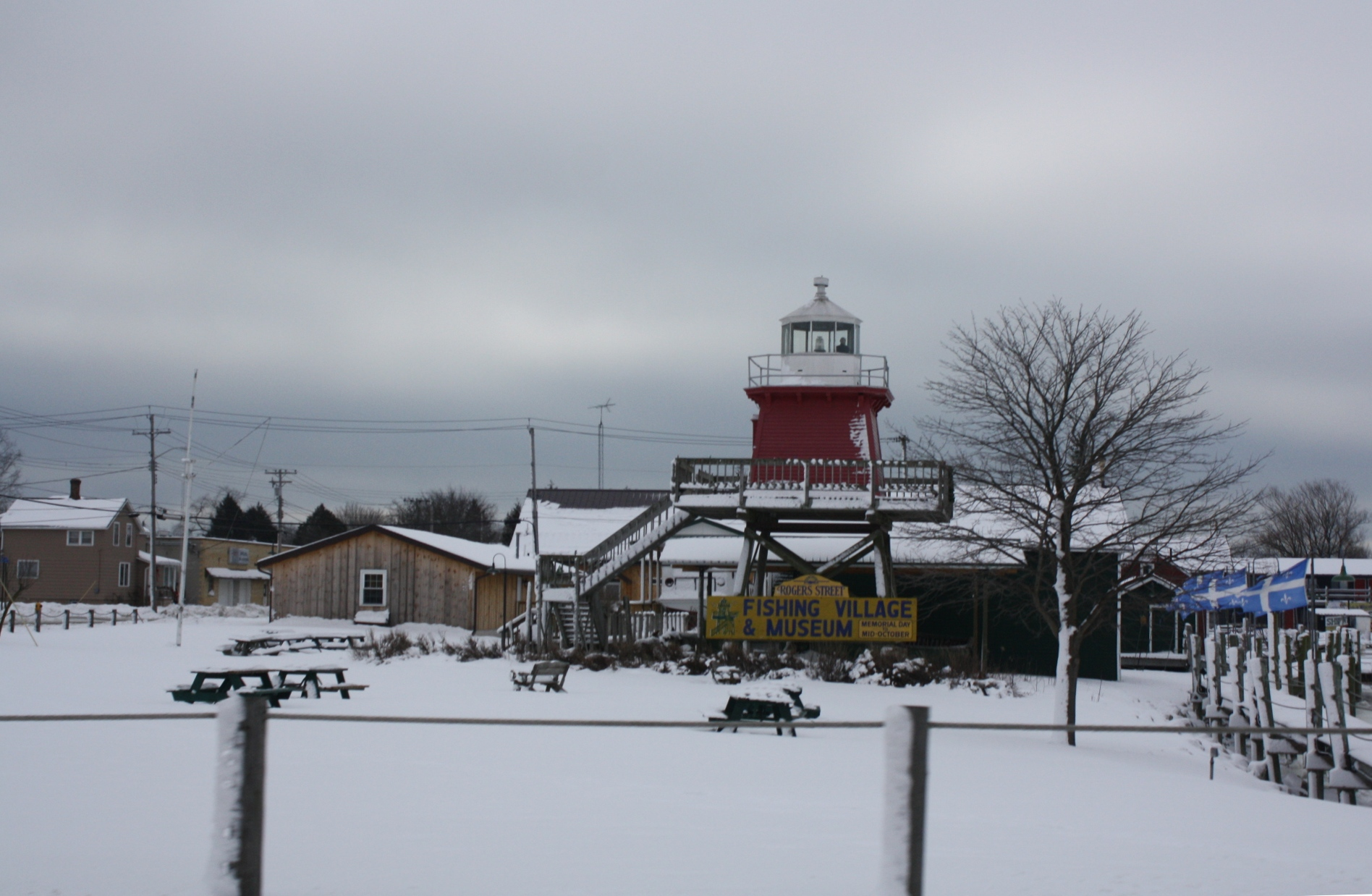
Le phare actuellement

### Lien connexe
- Liste des phares du Wisconsin